# Баймак
Баймак (на башкирски: Баймаҡ) е град, административен център на Баймакски район, автономна република Башкирия, Русия. Населението му към 1 януари 2018 година е 17 432 души.